# 13 (album de Black Sabbath)
Pour les articles homonymes, voir 13 (homonymie).
Albums de Black Sabbath
Forbidden
(1995)
Singles
1. God Is Dead?
Sortie : 19 avril 2013
2. End of the Beginning
Sortie : 15 mai 2013 (promo)

13 est le 19e album studio du groupe heavy metal britannique Black Sabbath. Il est sorti le 10 juin 2013, sur le label Vertigo Records et a été produit par Rick Rubin. Ce sera aussi leur dernier album studio puisque Black Sabbath tire sa révérence, préférant se retirer définitivement et le dernier album de Black Sabbath avant la mort d'Ozzy Osbourne, survenue le 22 juillet 2025.

## Enregistrement
Bien que le groupe, dans sa formation d'origine avec Ozzy Osbourne et Bill Ward, n'ait pas été officiellement dissout, l’enchaînement de tournées internationales et l'enregistrement d'un nouvel album avec Heaven and Hell ont rapidement imposé ce groupe comme l'incarnation réelle de Black Sabbath. Le décès de Ronnie James Dio, en mai 2010, a signé la fin du groupe sous l'acronyme Heaven And Hell. Pendant plus d'un an, Black Sabbath n'a, de fait, plus eu aucune existence réelle.
En octobre 2010, Tony Iommi affirme, dans une interview accordée au magazine Metal Hammer, être en train de composer de nouveaux titres, en collaboration avec Geezer Butler, sans toutefois préciser si cela doit prendre la forme d'une réactivation de Black Sabbath ou non.
Le 11 novembre 2011, Ozzy Osbourne, Tony Iommi, Geezer Butler et Bill Ward annoncent finalement leur réunion lors d'une conférence de presse au Whisky A Go Go, à Los Angeles. Black Sabbath annonce, à cette occasion, l'enregistrement d'un nouvel album, sous la direction du producteur Rick Rubin, et une grande tournée mondiale en 2012, dont la première date confirmée est un concert comme tête d'affiche du Download Festival, à Donington. Plusieurs autres dates européennes sont annoncées quelques jours plus tard, incluant un passage par le festival français Hellfest.
Mais, le 9, il est annoncé que Tony Iommi a été diagnostiqué d'un début de lymphome.
Le 2 février 2012, Bill Ward annonce, sur Facebook, qu'il ne participera pas à la réunion de Black Sabbath, sauf si on lui propose un « contrat qu'il peut signer ». Le jour suivant, les autres membres du groupe annoncent qu'« il n'y a pas d'autre choix que de continuer à enregistrer sans lui », mais ils ajoutent que « notre porte est toujours ouverte », s'il veut revenir.
En février 2012, le groupe annonce qu'il ne fera finalement pas la tournée, à part le Download festival, en juin 2012. À la place, Osbourne reprend une partie de la date avec un line-up renouvelable de musiciens invités, dont Geezer Butler, Slash et Zakk Wylde, sous le nom Ozzy and Friends.
En guise d'échauffement pour le Download et Lollapalooza, Black Sabbath a fait son premier concert depuis la reformation devant 3 800 personnes, à la O2 Academy de Birmingham le 19 mai 2012.
Le 13 janvier 2013, le groupe annonce, sur son site web, le titre de leur prochain album, 13, prévu pour le mois de juin de la même année. Brad Wilk, batteur de Rage Against the Machine remplace Bill Ward à la batterie.
Avec cet album, Black Sabbath établit un record en faisant rentrer dans les charts un album 43 ans après son premier album entré dans les charts qui était Paranoid (deuxième album du groupe) en 1970 (Le tout 1er album du groupe intitulé Black Sabbath lui aussi sorti en 1970 n'est pas entré dans les charts). Tout au long de cet album, on retrouve le son typique de Black Sabbath présent sur les premiers albums tels que Paranoid, Master of Reality, ou encore l'album éponyme.

## Liste des titres
Toute la musique est composée par Tony Iommi, Ozzy Osbourne et Geezer Butler.
Les paroles ont été écrites par Geezer Butler sauf Methademic par Ozzy Osbourne..
| Édition standard | Édition standard     | Édition standard | Édition standard | Édition standard | Édition standard | Édition standard | Édition standard | Édition standard | Édition standard |
| No               | Titre                | Durée            |                  |                  |                  |                  |                  |                  |                  |
| ---------------- | -------------------- | ---------------- | ---------------- | ---------------- | ---------------- | ---------------- | ---------------- | ---------------- | ---------------- |
| 1.               | End of the Beginning | 8:05             |                  |                  |                  |                  |                  |                  |                  |
| 2.               | God Is Dead?         | 8:52             |                  |                  |                  |                  |                  |                  |                  |
| 3.               | Loner                | 4:59             |                  |                  |                  |                  |                  |                  |                  |
| 4.               | Zeitgeist            | 4:37             |                  |                  |                  |                  |                  |                  |                  |
| 5.               | Age of Reason        | 7:01             |                  |                  |                  |                  |                  |                  |                  |
| 6.               | Live Forever         | 4:46             |                  |                  |                  |                  |                  |                  |                  |
| 7.               | Damaged Soul         | 7:51             |                  |                  |                  |                  |                  |                  |                  |
| 8.               | Dear Father          | 7:20             |                  |                  |                  |                  |                  |                  |                  |
| 53:36            |                      |                  |                  |                  |                  |                  |                  |                  |                  |

| Disque bonus de l'édition Deluxe | Disque bonus de l'édition Deluxe | Disque bonus de l'édition Deluxe | Disque bonus de l'édition Deluxe | Disque bonus de l'édition Deluxe | Disque bonus de l'édition Deluxe | Disque bonus de l'édition Deluxe | Disque bonus de l'édition Deluxe | Disque bonus de l'édition Deluxe | Disque bonus de l'édition Deluxe |
| No                               | Titre                            | Durée                            |                                  |                                  |                                  |                                  |                                  |                                  |                                  |
| -------------------------------- | -------------------------------- | -------------------------------- | -------------------------------- | -------------------------------- | -------------------------------- | -------------------------------- | -------------------------------- | -------------------------------- | -------------------------------- |
| 1.                               | Methademic                       | 5:57                             |                                  |                                  |                                  |                                  |                                  |                                  |                                  |
| 2.                               | Peace of Mind                    | 3:40                             |                                  |                                  |                                  |                                  |                                  |                                  |                                  |
| 3.                               | Pariah                           | 5:34                             |                                  |                                  |                                  |                                  |                                  |                                  |                                  |
| 15:11                            |                                  |                                  |                                  |                                  |                                  |                                  |                                  |                                  |                                  |

| Pistes bonus sur Spotify | Pistes bonus sur Spotify             | Pistes bonus sur Spotify | Pistes bonus sur Spotify | Pistes bonus sur Spotify | Pistes bonus sur Spotify | Pistes bonus sur Spotify | Pistes bonus sur Spotify | Pistes bonus sur Spotify | Pistes bonus sur Spotify |
| No                       | Titre                                | Durée                    |                          |                          |                          |                          |                          |                          |                          |
| ------------------------ | ------------------------------------ | ------------------------ | ------------------------ | ------------------------ | ------------------------ | ------------------------ | ------------------------ | ------------------------ | ------------------------ |
| 9.                       | Methademic                           | 5:57                     |                          |                          |                          |                          |                          |                          |                          |
| 10.                      | Peace of Mind                        | 3:40                     |                          |                          |                          |                          |                          |                          |                          |
| 11.                      | Pariah                               | 5:34                     |                          |                          |                          |                          |                          |                          |                          |
| 12.                      | Dirty Women (Live in Australia 2013) | 7:21                     |                          |                          |                          |                          |                          |                          |                          |
| 76:10                    |                                      |                          |                          |                          |                          |                          |                          |                          |                          |

| Japon / Piste bonus de la Saturn Special Exklusiv-Edition | Japon / Piste bonus de la Saturn Special Exklusiv-Edition | Japon / Piste bonus de la Saturn Special Exklusiv-Edition | Japon / Piste bonus de la Saturn Special Exklusiv-Edition | Japon / Piste bonus de la Saturn Special Exklusiv-Edition | Japon / Piste bonus de la Saturn Special Exklusiv-Edition | Japon / Piste bonus de la Saturn Special Exklusiv-Edition | Japon / Piste bonus de la Saturn Special Exklusiv-Edition | Japon / Piste bonus de la Saturn Special Exklusiv-Edition | Japon / Piste bonus de la Saturn Special Exklusiv-Edition |
| No                                                        | Titre                                                     | Durée                                                     |                                                           |                                                           |                                                           |                                                           |                                                           |                                                           |                                                           |
| --------------------------------------------------------- | --------------------------------------------------------- | --------------------------------------------------------- | --------------------------------------------------------- | --------------------------------------------------------- | --------------------------------------------------------- | --------------------------------------------------------- | --------------------------------------------------------- | --------------------------------------------------------- | --------------------------------------------------------- |
| 9.                                                        | Naïveté in Black                                          | 3:50                                                      |                                                           |                                                           |                                                           |                                                           |                                                           |                                                           |                                                           |
| 57:26                                                     |                                                           |                                                           |                                                           |                                                           |                                                           |                                                           |                                                           |                                                           |                                                           |

| Best Buy / Disque bonus de la Saturn Exklusiv-Edition Deluxe, | Best Buy / Disque bonus de la Saturn Exklusiv-Edition Deluxe, | Best Buy / Disque bonus de la Saturn Exklusiv-Edition Deluxe, | Best Buy / Disque bonus de la Saturn Exklusiv-Edition Deluxe, | Best Buy / Disque bonus de la Saturn Exklusiv-Edition Deluxe, | Best Buy / Disque bonus de la Saturn Exklusiv-Edition Deluxe, | Best Buy / Disque bonus de la Saturn Exklusiv-Edition Deluxe, | Best Buy / Disque bonus de la Saturn Exklusiv-Edition Deluxe, | Best Buy / Disque bonus de la Saturn Exklusiv-Edition Deluxe, | Best Buy / Disque bonus de la Saturn Exklusiv-Edition Deluxe, |
| No                                                            | Titre                                                         | Durée                                                         |                                                               |                                                               |                                                               |                                                               |                                                               |                                                               |                                                               |
| ------------------------------------------------------------- | ------------------------------------------------------------- | ------------------------------------------------------------- | ------------------------------------------------------------- | ------------------------------------------------------------- | ------------------------------------------------------------- | ------------------------------------------------------------- | ------------------------------------------------------------- | ------------------------------------------------------------- | ------------------------------------------------------------- |
| 1.                                                            | Methademic                                                    | 5:57                                                          |                                                               |                                                               |                                                               |                                                               |                                                               |                                                               |                                                               |
| 2.                                                            | Peace of Mind                                                 | 3:40                                                          |                                                               |                                                               |                                                               |                                                               |                                                               |                                                               |                                                               |
| 3.                                                            | Pariah                                                        | 5:34                                                          |                                                               |                                                               |                                                               |                                                               |                                                               |                                                               |                                                               |
| 4.                                                            | Naïveté in Black                                              | 3:50                                                          |                                                               |                                                               |                                                               |                                                               |                                                               |                                                               |                                                               |
| 19:01                                                         |                                                               |                                                               |                                                               |                                                               |                                                               |                                                               |                                                               |                                                               |                                                               |

## Composition du groupe

### Black Sabbath
- Ozzy Osbourne – chant et harmonica
- Tony Iommi    – guitare électrique, guitare acoustique sur « Zeitgeist » et « Methademic »
- Geezer Butler – basse

### Musicien additionnel
- Brad Wilk – batterie

### Production
- Rick Rubin : producteur
- Greg Fidelman : ingénieur du son
- Mike Exeter : ingénieur assistant
- Dana Nielsen : ingénieur assistant
- Andrew Scheps : mixage
- Stephen Marcussen : mastering
- Stewart Whitmore : mastering

## Charts & certifications
| Classement (2013)                  | Meilleure position |
| ---------------------------------- | ------------------ |
| Allemagne (Media Control AG)       | 1                  |
| Australie (ARIA)                   | 4                  |
| Autriche (Ö3 Austria Top 40)       | 2                  |
| Belgique (Flandre Ultratop)        | 4                  |
| Belgique (Wallonie Ultratop)       | 6                  |
| Canada (Canadian Albums)           | 1                  |
| Danemark (Tracklisten)             | 1                  |
| Espagne (Promusicae)               | 4                  |
| États-Unis (Billboard 200)         | 1                  |
| États-Unis (Top Rock Albums)       | 1                  |
| Finlande (Suomen virallinen lista) | 2                  |
| France (SNEP)                      | 15                 |
| Italie (FIMI)                      | 6                  |
| Norvège (VG-lista)                 | 1                  |
| Nouvelle-Zélande (RIANZ)           | 1                  |
| Pays-Bas (Mega Album Top 100)      | 10                 |
| Portugal (AFP)                     | 9                  |
| Royaume-Uni (UK Albums Chart)      | 1                  |
| Royaume-Uni (Rock & Metal Albums)  | 1                  |
| Suède (Sverigetopplistan)          | 1                  |
| Suisse (Schweizer Hitparade)       | 1                  |

| Pays        | Certification | Ventes    | Date       |
| ----------- | ------------- | --------- | ---------- |
| Allemagne   | Platine       | 200 000 + | 2018       |
| Autriche    | Or            | 7 500 +   | 10/07/2013 |
| Canada      | Platine       | 80 000 +  | 28/03/2014 |
| Royaume-Uni | Or            | 100 000 + | 30/08/13   |

### Charts singles
| Année | Single               | Chart                  | Position |
| ----- | -------------------- | ---------------------- | -------- |
| 2013  | God Is Dead?         | Mainstream Rock Tracks | 7e       |
| 2013  | God Is Dead?         | UK Singles Chart       | 139e     |
| 2013  | God Is Dead?         | Top 100 Single         | 99e      |
| 2013  | End of the Beginning | Mainstream Rock Tracks | 38e      |